# سیارک ۱۱۷۹۵
سیارک ۱۱۷۹۵ (به انگلیسی: 11795 Fredrikbruhn، نامگذاری:1979QM1) یازده هزار و هفتصد و نود و پنجمین سیارک کشف شده‌است که در ۲۲ اوت ۱۹۷۹ کشف شد.
قدر مطلق سیارک برابر ۲۸٫۲ است.